# Michaił Łysow
Michaił Pawłowicz Łyscow (ros. Михаил Павлович Лысов, ur. 29 stycznia 1998 w Włodzimierzu) – rosyjski piłkarz grający na pozycji obrońcy.

## Sukcesy

### Klubowe
Lokomotiw Moskwa
- Mistrzostwo Rosji (1×): 2017/2018
- Wicemistrzostwo Rosji (2×): 2018/2019, 2019/2020
- Zdobywca Pucharu Rosji (1×): 2018/2019
- Finalista Superpucharu Rosji (1×): 2020